# Iwan Bala
Iwan Bala, rodným jménem Richard Iwan Ellis Roberts, (* 13. května 1956, Sarnau) je velšský výtvarník. Vyrůstal ve vesnici Gwyddelwern. V letech 1974 až 1975 studoval geografii a politiku na Aberystwythské univerzitě a následně do roku 1977 výtvarné umění na Howard Gardens v Cardiffu. V roce 1993 moderoval televizní pořad Delweddau Zimbabwe na stanici S4C. V roce 1998 získal cenu Owaina Glyndŵra. Jeho díla byla vystavována v mnoha galeriích, včetně Velšského muzea moderního umění, Imperial War Museum, Brecknock Museum a ve Velšské národní knihovně. V roce 2012 spolupracoval s básnířkou Menna Elfyn na výstavě Field-notes.